# مارک پیترز (بازیکن فوتبال، زاده ۱۹۸۳)
مارک پیترز (انگلیسی: Mark Peters؛ زادهٔ ۴ اکتبر ۱۹۸۳) بازیکن فوتبال در پست مهاجم اهل انگلستان است.

## باشگاهی
از باشگاه‌هایی که در آن بازی کرده‌است می‌توان به باشگاه فوتبال ای‌اف‌سی ویمبلدون، باشگاه فوتبال برنتفورد، باشگاه فوتبال فارن‌بورو، باشگاه فوتبال کارشالتون اتلتیک، باشگاه فوتبال بیزینگ‌استوک تاون، باشگاه فوتبال ایستلی، باشگاه فوتبال فریملی گرین، باشگاه فوتبال گوسپورت بورو، باشگاه فوتبال والتونو هرشام، باشگاه فوتبال فریملی گرین و باشگاه فوتبال بدشات لی اشاره کرد.